# Збройні сили Австро-Угорщини
Збройні сили Австро–Угорщини (нім. Streitkräfte von Österreich-Ungarn) — військове формування Австро-Угорщини в 1867–1918 рр. на яке покладалося завдання оборони та захисту територіальної цілісності збройним шляхом.

## Історія
Збройні сили слугували одним із основних об'єднавчих інститутів Імперії та головним інструментом національної оборони, а також проєкцією зовнішньої сили. Історія австро-угорських військових починається, коли Габсбурги встановили спадкове панування над австрійськими землями в ХІІІ ст. і тягнеться до падіння Габсбургів, наприкінці Першої світової війни, в цей час їх армії були одними з найбільших і найпотужніших в Європі. Військові сили Австро–Угорщини, масштаби, ресурси, організація, технологія та навчання були одним із центральних факторів, що визначали надання імперії статусу «великої держави» протягом більшої частини ХІХ — поч. ХХ століть.

### Війни та військові операції
В період від 1867 по 1914 рр. Австро–Угорщина уникала великих воєн та збройних конфліктів, але брала участь у декількох військових операціях. Наприкінці XIX століття армія була використана для придушення заворушень у монархії: у 1882 і 1887 роках у Відні, проти німецьких націоналістів у Ґраці та чеських націоналістів у Празі в листопаді 1897 року. Солдати під командуванням Конрада фон Гетцендорфа використовувались для придушення сутичок, спричинених італійським іредентистським рухом в Трієсті в 1902 р. У Хорватії армія використовувалася під час повстання в Раковиці в 1871 році, для придушення протестів проти Угорщини в 1883 році і знову під час народного руху в 1903 році.

#### Окупація Боснії та Герцоговини
Найбільшою військовою операцією Австро–Угорщини стала окупація Боснії та Герцеговини в 1878 році. Метою окупації було запобігання утворення на Балканах великої південнослов'янської держави проросійської орієнтації (яке виявилося б можливим у разі об'єднання Сербії і Чорногорії). Війська під командуванням Йосипа Філіповича та Степана Йовановича увійшли до Боснійського вілаєту, очікуючи незначного чи зовсім відсутнього спротиву, але зустріли значний опір з боку місцевих мусульман і сербів. Незважаючи на труднощі поблизу Маглая та Тузли, Сараєво вдалося окупувати в жовтні. Австро–угорська сторона зазнала 5000 жертв. До 1908 року провінція знаходилася формально в кондомініумі Австро–Угорщини і Османської імперії.

#### Перша світова війна
На початку війни армія була розділена на дві групи: менша напала на Сербію, а більша рушила на східний фронт проти Російської імперії. Сербська кампанія стала катастрофою ― до кін. 1914 року майже жодна територія не була окупована, втрати зазнавали 227 000 солдатів (із загальної кількості 450 000). Стан на східному фронті також був поганим ― армія зазнала поразки в Галицькій битві, а велика Перемишльська фортеця була обложена і потрапила в руки російської армії в березні 1915 р.

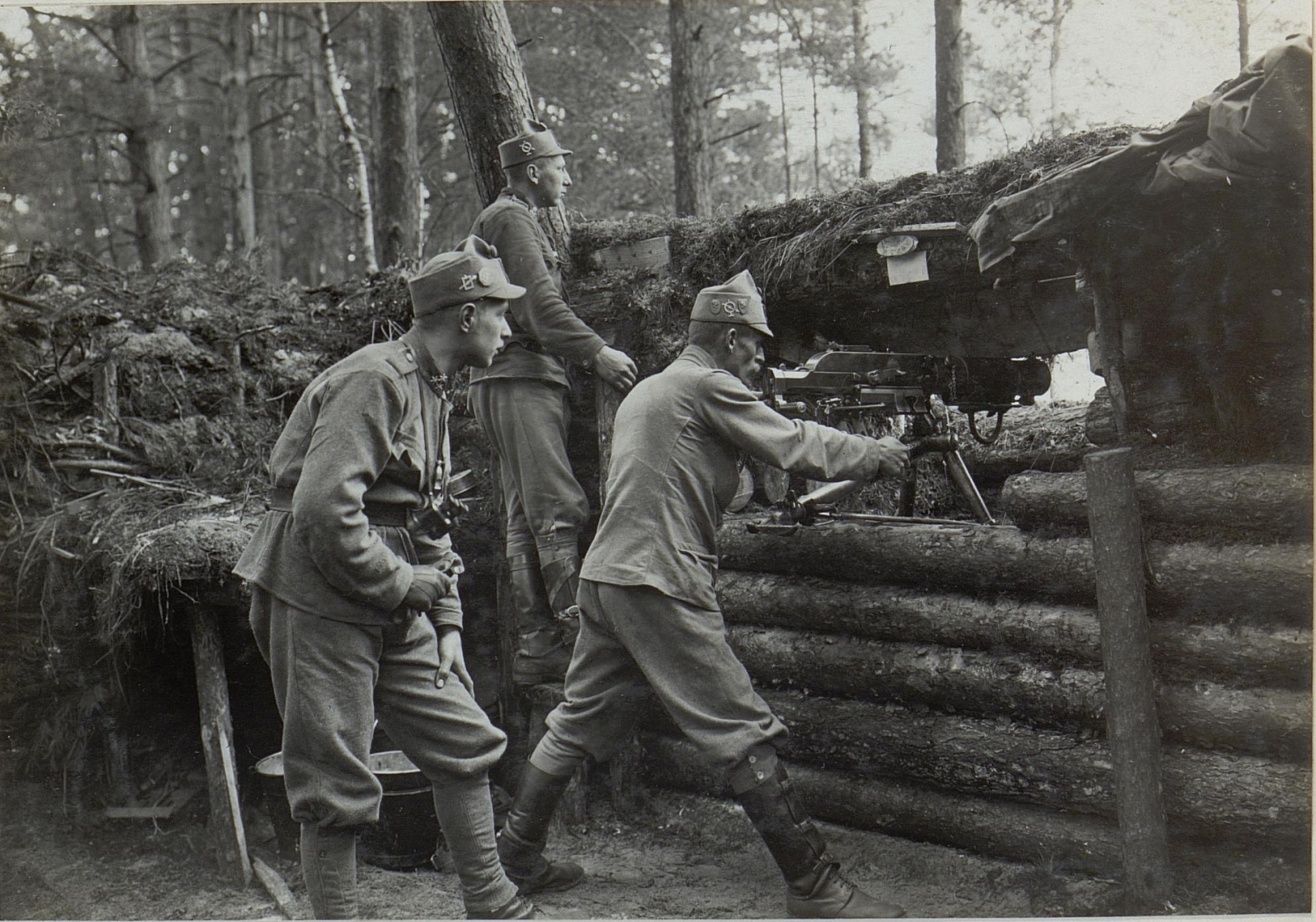
Кулеметне відділення 4-го піхотного полку на позиціях Східного фронту.

У травні 1915 р. Італія приєдналася до Антанти і вторглася в Австро-Угорщину. Важкі та нерішучі бої на італійському полі бою тривали до кінця війни. Лише проти Італії австро-угорська армія виявилася ефективною, зумівши втримати чисельно переважаючих італійців. Влітку того ж року армія взяла участь у спільному з Німецькою імперією наступі на східному фронті, а згодом разом із болгарськими та німецькими військами окупувала Сербію.
У 1916 році росіяни розпочали Брусиловський прорив, усвідомивши свою чисельну перевагу над австро-угорською армією. У цьому наступі австро-угорська сторона втратила близько мільйона людей і вже ніколи не оговталася від цієї втрати. Ішов час, армія все більше покладалася на Німеччину. З 1916 р. довіра до німецької військової сили ослабла. Брак матеріалів, низький моральний дух, великі втрати, а також неоднорідний характер армії вплинули на її боєздатність. Два останні австро-угорські успіхи, завоювання Румунії та наступ у Кобариді, були досягнуті за допомогою німецької армії. Через зростаючу залежність від Німеччини в армії почали поширюватися настрої дефетизму.
22 жовтня 1918 р. хорватська 83-тя піхотна бригада відмовилася замінити 84-у бригаду на італійському фронті, що стало прикладом для масової непокори інших формувань австро-угорської армії. Відступивши 30–31 жовтня, з позиції 84-а бригада разом із 83-ю бригадою була передислокована через Каринтію на батьківщину. Того ж дня Угорщина розірвала зв'язки з Австрією та оголосила спільне військове міністерство незаконним. Новий угорський військовий міністр Бела Ліндер закликав угорські полки повернутися з італійського фронту. 3 листопада Австрія підписала припинення війни з Італією та Антантою, а 6 листопада імператор Карл І офіційно розформував Збройні сили Австро-Угорщини.

## Управління

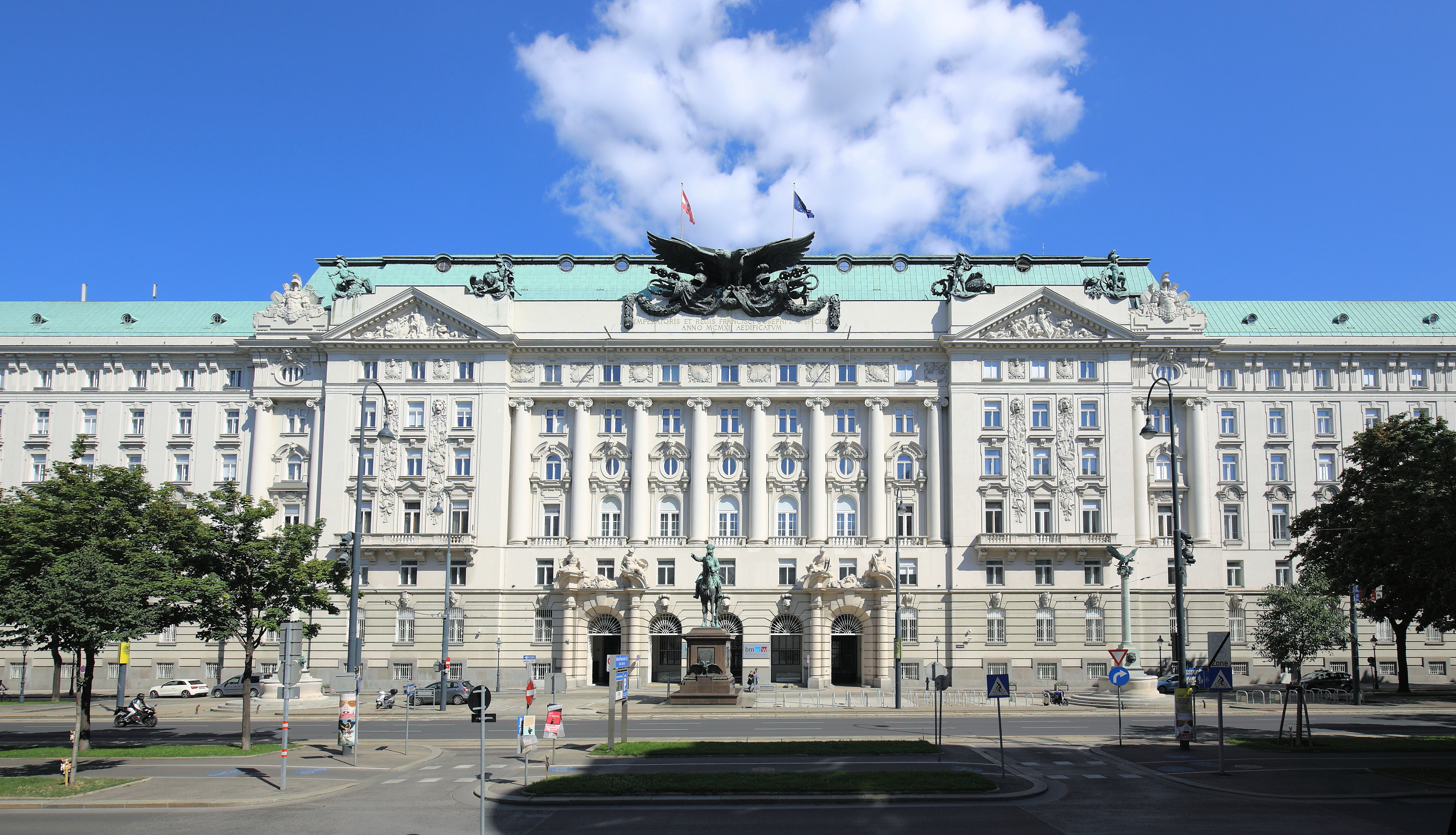
Будівля колишнього Військового міністерства та Генерального штабу ЗС Австро-Угорщини у Відні.

Верховним Головнокомандувачем Збройних сил Австро-Угорщини був імператор.
Безпосереднє військове керівництво Збройними силами Австро-Угорщини в мирний та воєнний час здійснював Головнокомандувач Збройних сил Австро-Угорщини.
На період бойових дій створювалася Ставка Верховного Головнокомандувача.
Адміністративне управління і забезпечення діяльності збройних сил здійснювало Військове міністерство Австро-Угорщини (нім. k.u.k. Kriegsministerium). Були й місцеві військові міністерства, так Австрійське міністерство національної оборони (нім. k.k. Ministerium für Landesverteidigung) управляло австрійським імператорським ландвером та австрійською жандармерією, а Угорське міністерство гонведу (нім. k.u. Honvédministerium) керувало угорським королівським гонведом.

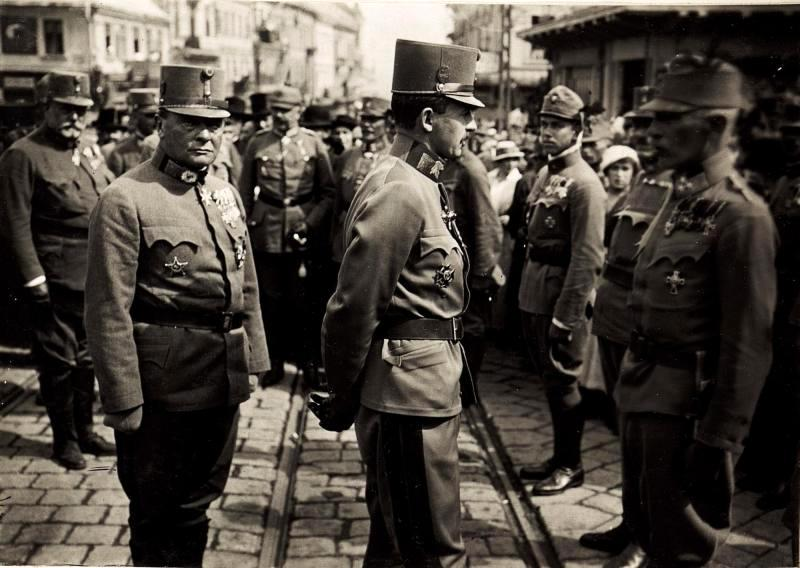
Цісар Австро-Угорщини Карл І під час розмови з начальником Буковинської жандармерії полковником Едуардом Фішером у Чернівцях. 6 серпня 1917 р.

Допоміжним органом Військового міністерства був Генеральний штаб.
Управління військової розвідки Австро-Угорщини (нім. k.u.k. Evidenzbureau) було підзвітне Міністерству закордонних справ Австро-Угорщини.
Попри організаційну структуру збройних сил Австро-Угорщина не зуміла розвинути міжорганізаційну ефективність, жоден орган не мав загального контролю над усіма військовими силами, окрім імператора, під час підготовки до війни.
|   | Командування Збройними силами Австро-Угорської імперії |                        |                                   |         |           |
| № | Посада                                                 | Титул чин              | Ім'я                              | Портрет | Період    |
| - | ------------------------------------------------------ | ---------------------- | --------------------------------- | ------- | --------- |
| 1 | Верховний головнокомандувач                            | імператор              | Франц-Йосиф І (1830—1916)         |         | 1848–1914 |
| 2 | Верховний головнокомандувач                            | імператор              | Карл І (1887—1922)                |         | 1916–1918 |
| 3 | Головнокомандувач                                      | ерцгерцог Австрійський | Фрідріх (1856—1936)               |         | 1914–1916 |
| 4 | Головнокомандувач                                      | Генерал- фельдмаршал   | Кьовесс фон Кевессаза (1854—1924) |         | 1918      |

|   | Начальники Генерального штабу Збройних сил Австро-Угорської імперії |                                         |         |                                   |
| № | Титут чин                                                           | Ім'я                                    | Портрет | Період                            |
| - | ------------------------------------------------------------------- | --------------------------------------- | ------- | --------------------------------- |
| 1 | фельдмаршал-лейтенант                                               | Франц фон Йон (1815–1876)               |         | 20 грудня 1867 — 1869             |
| 2 | фельдмаршал-лейтенант                                               | Йозеф фон Галліна (1820–1883)           |         | 1869 — 1874                       |
| 3 | фельдцейхмейстер                                                    | Франц фон Йон (1815–1876)               |         | 1874 — 25 травня 1876             |
| 4 | фельдмаршал-лейтенант                                               | Антон фон Шонфельд (1827–1898)          |         | 4 червня 1876 — 1881              |
| 5 | фельдцейхмейстер                                                    | Фрідріх фон Бек-Ржиковські (1830–1920)  |         | 1881 — 1906                       |
| 6 | генерал піхоти                                                      | Франц Конрад фон Гетцендорф (1852–1925) |         | 1906 — 1911                       |
| 7 | генерал-майор                                                       | Блазіус фон Шемуа (1856–1920)           |         | 3 грудня 1911 — 12 грудня 1912    |
| 8 | фельдмаршал                                                         | Франц Конрад фон Гетцендорф (1852–1925) |         | 12 грудня 1912 — 1 березня 1917   |
| 9 | генерал-оберст                                                      | Артур Арц фон Штрауссенбург (1857–1935) |         | 1 березня 1917 — 3 листопада 1918 |

## Склад
До складу Збройних сил Австро-Угорщини входили:
- Сухопутні війська (нім. Landstreitkräfte)
- Військово-повітряні сили (нім. Luftfahrtruppen)
- Військово-морські сили (нім. Kriegsmarine)

### Сухопутні війська
До складу Сухопутних військ ЗС Австро-Угорщини входили:
- Загальноімперська (спільна) регулярна армія (нім. Gemeinsame Armee):
  - 108 піхотних полків;
  - 33 єгерські батальйони;
  - 98 артилерійських полків;
  - 10 незалежних артилерійських батальйонів;
  - 42 кавалерійські полки;
  - Імператорсько-королівський моторизований корпус;
  - Армійська авіація;
  - Інженерні підрозділи;
  - Підрозділи зв'язку;
- Територіальна оборона (австрійський ландвер (нім. kaiserlich-königliche Landwehr) та угорський гонвед (угор. Magyar Királyi Honvédség))
  - Ландвер:
    - 35 піхотних полків;
    - 6 гірсько-піхотних батальйонів;
    - 2 дивізіони верхової стрільби (батальйони);
    - 6 кавалерійських полків;
    - 18 артилерійських дивізіонів (батальйони);

  - Гонвед:
    - 32 піхотні полки;
    - 10 кавалерійських полків;
    - 8 артилерійських полків;
    - 1 кінно-артилерійський дивізіон (батальйон);
    - Королівське хорватське домобранство:
      - 6 піхотних полків;
      - 1 кавалерійський полк;
      - 1 полк польової артилерії;
- Ландштурм (ополчення, яке скликалося під час війни):
  - австрійський ландштурм;
  - угорський ландштурм.

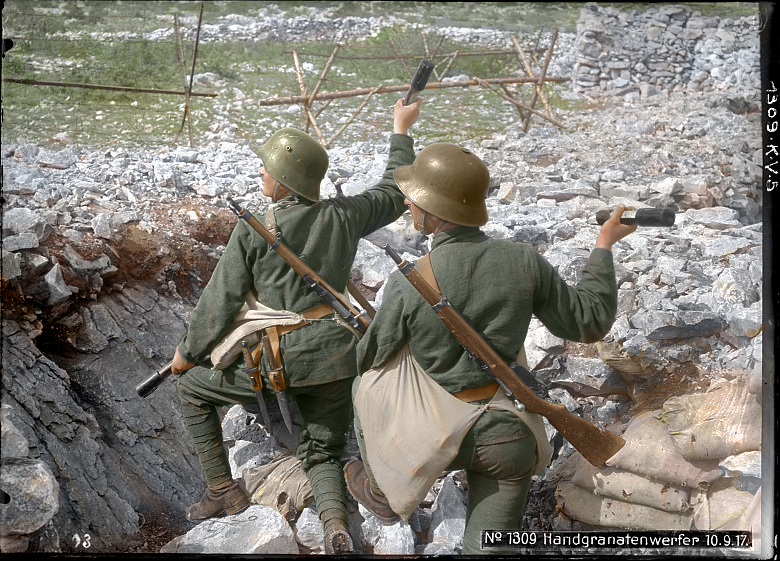
Австро-угорські піхотинці в битві біля Ізонцо, 10 вересня 1917 р.
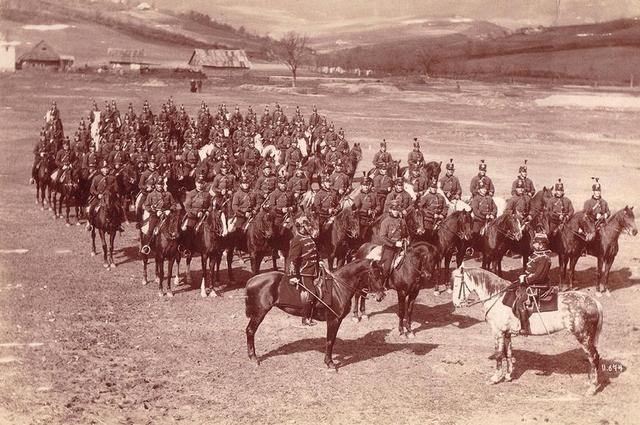
Кавалерія 10-го гусарського домобранського полку на навчаннях. Вараждин.
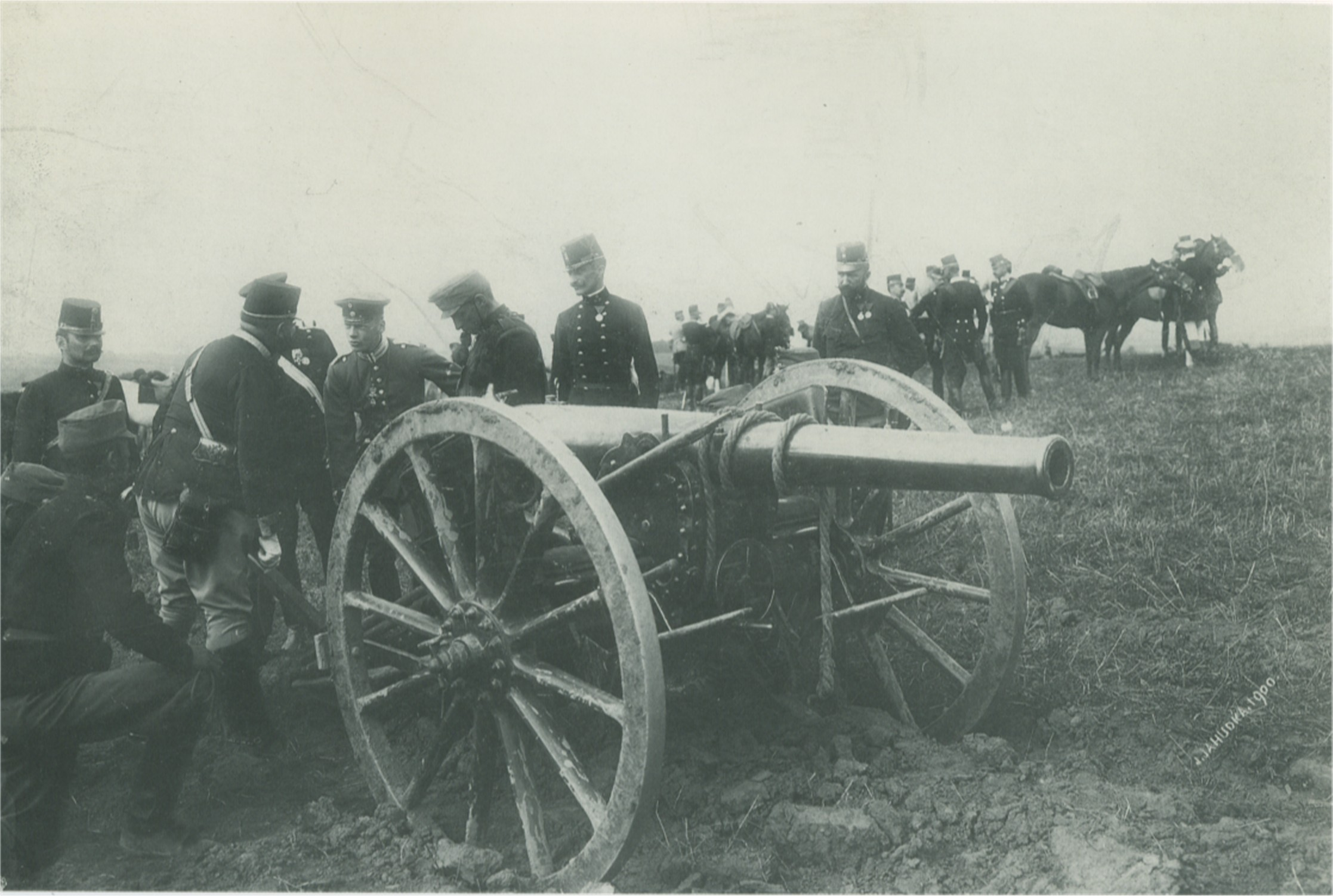
Австро-угорський підрозділ польової артилерії з 90-мм гарматою М-75 на навчаннях, 1900 р.

### Повітряні сили

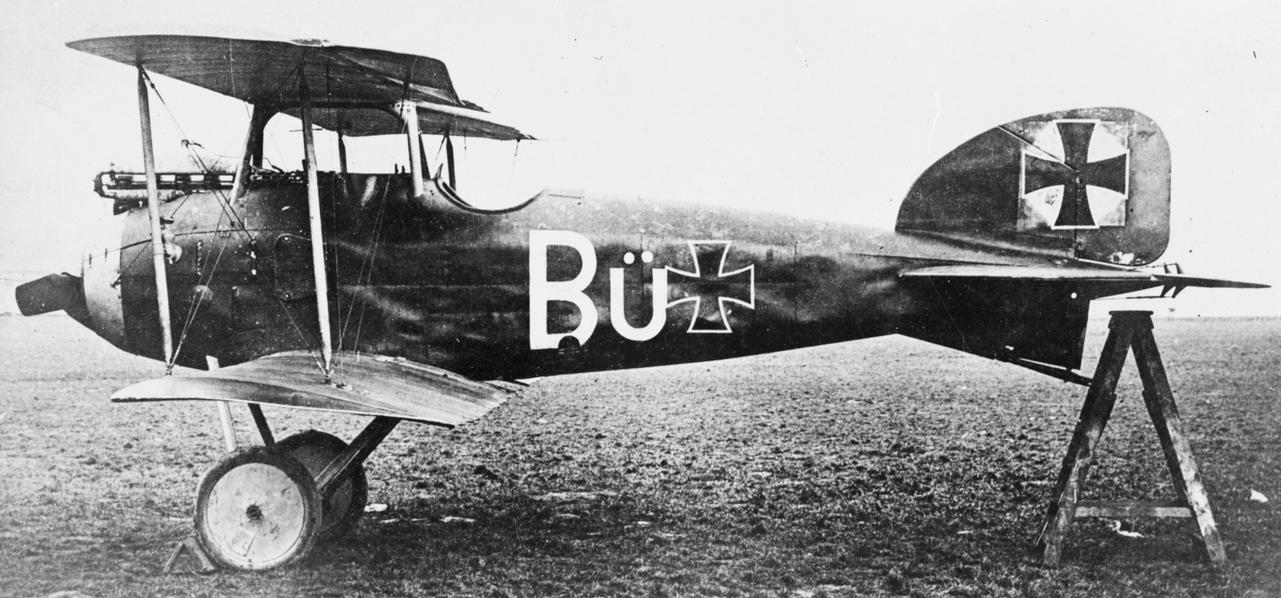
Albatros D.I
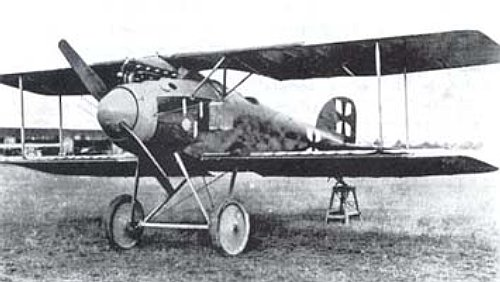
Albatros D.II
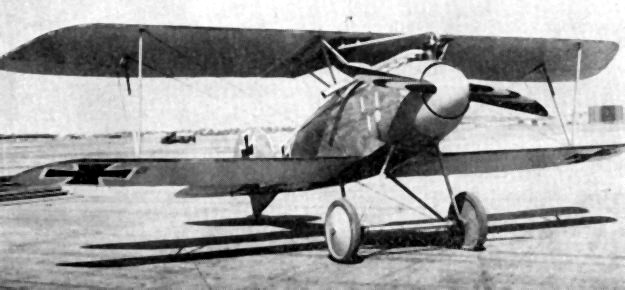
Albatros D.III
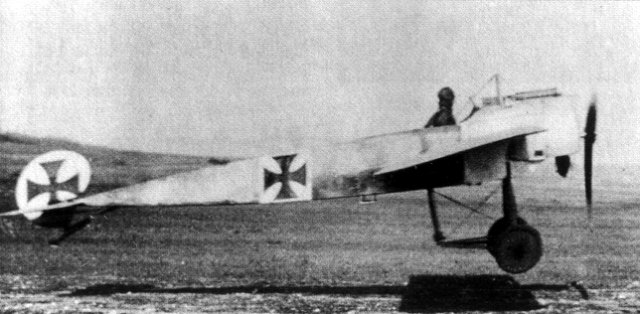
Fokker E.III

### Військово-морські сили
До складу Військово-морських сил ЗС Австро-Угорщини входили:
- Лінійний флот
- Крейсерська флотилія
- Берегова охорона
- Підводні сили

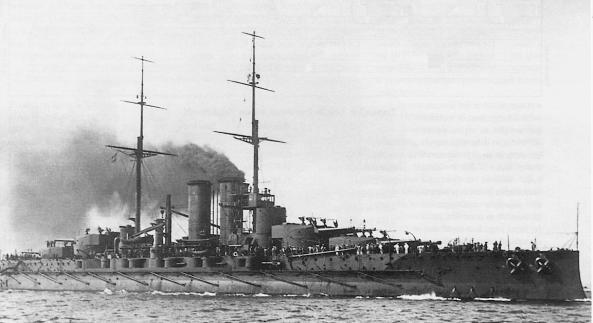
Лінкор «Теґеттгофф»
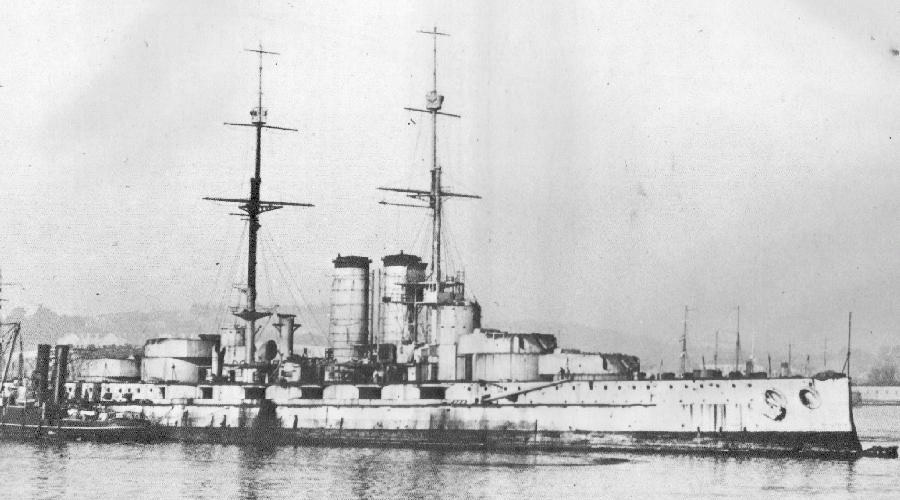
Лінкор «Принц Євген»
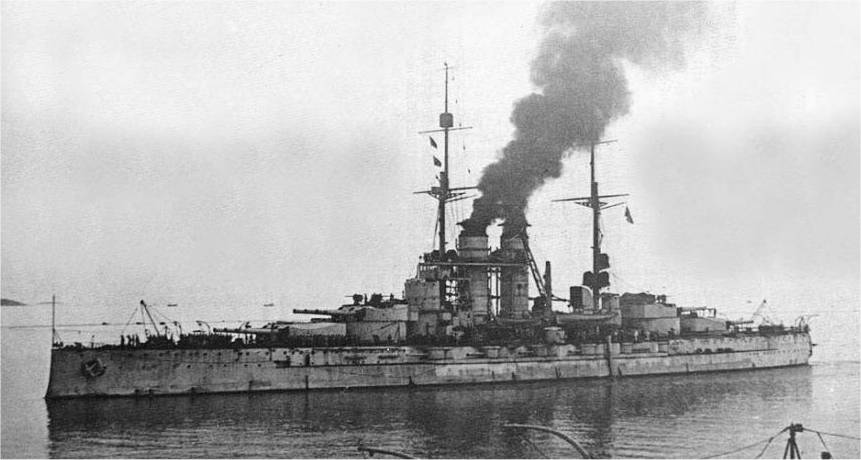
Лінкор «Святий Стефан»
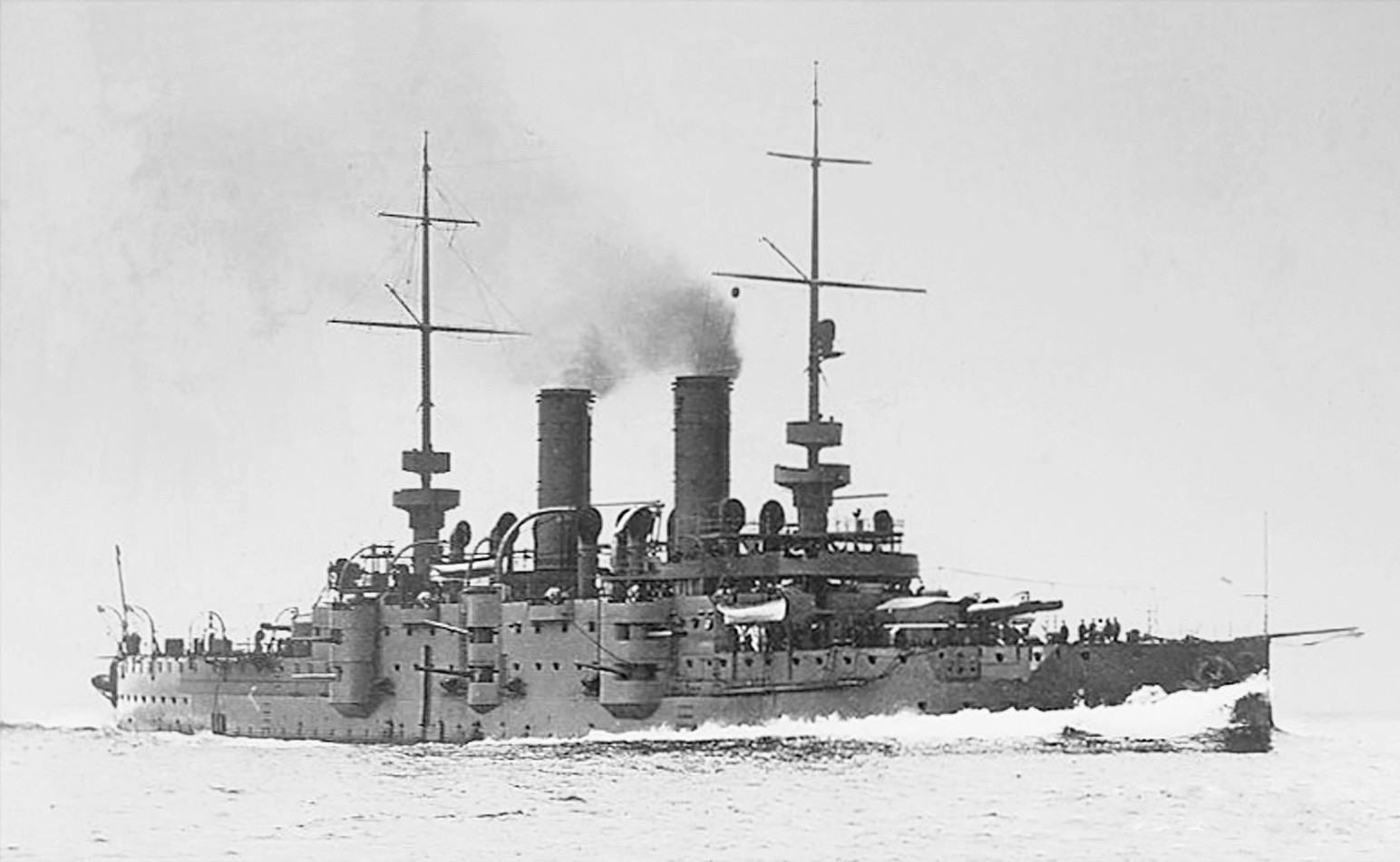
Броненосець-пре-дредноут «Габсбург»

Підзвітні військовому міністру окремі штаби та головнокомандуючі контролювали підготовку, планування та оперативні обов'язки відповідних службових відділень. Що стосується армії, то до 1914 року вона була поділена на 16 військових округів і включала 325 000 активних військових усіх рівнів, а також 40 000 військових австрійських ландверів та 30 000 військовослужбовців угорського гонведу.

## Військовий бюджет
Після 1867 року в Імператорській раді домінували німецькі ліберали, які загалом вважали армію пережитком феодалізму. З іншого боку, у Будапешті законодавці не хотіли затверджувати кошти для Об'єднаної армії, але вони щедро фінансували угорські гонведи. У 1867 р. військовий бюджет становив 25 % від загальних державних витрат, але економічна криза 1873 р. сильно вразила Австро-Угорщину, і іноземні спостерігачі вважали, що держава не витримає великої війни. Незважаючи на збільшення військових витрат протягом 60-х ― 70-х рр. ХІХ ст., Австро-Угорщина продовжувала витрачати найменше на свою армію з усіх європейських держав. Хоч військовий бюджет зріс — з 262 мільйонів крон у 1895 році та до 306 мільйонів у 1906 році ― він все ще був набагато меншим на душу населення, ніж в інших великих країнах Європи, включаючи Італію, і приблизно дорівнював Росії, яка мала набагато більше населення. У 1912 р. військовий бюджет становив близько 670 млн крон, що становило менше 3,5 % ВВП, проте, це ще був прогрес, оскільки в 1906 р. він становив лише 2,5 % ВВП. У той же час Росія, Італія та Німеччина витрачали на військову діяльність близько 5 % ВВП. У зростаючій галузі повітряних сил Австро-Угорщина значно відставала від інших європейських країн. Аеростатні загони, які були сформовані ще в 1893 році, в основному були призначені для фортечної артилерії, за винятком періодів з 1909 по 1911 рік, коли вони були підпорядковані багатоцільовій бригаді. Військові пізно зрозуміли бойову цінність повітряних кораблів, важчих за повітря, оскільки до 1911 року було придбано лише 5 літаків. У 1914 р. бюджет ВПС становив приблизно 4 % від французів. Австро-Угорщина вступила у війну лише з 48 винищувачами.

## Комплектування і чисельність

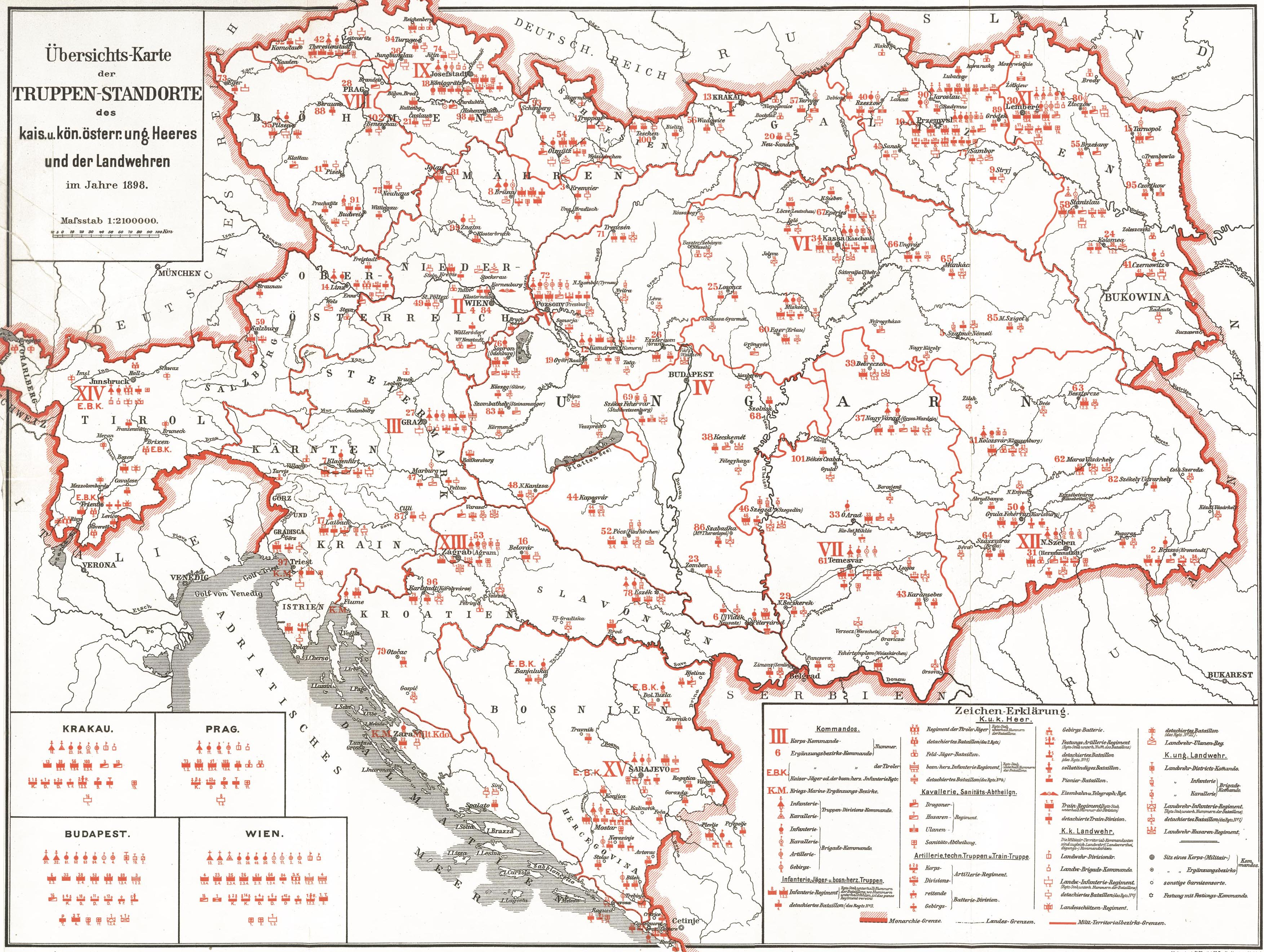
Карта військових гарнізонів австро-угорської монархії, 1898

Армія укомплектовувалася за призовом. Призовний вік — у 21 рік, термін служби становив: a) для службовців регулярної армії — 3 роки, 7 років в резерві армії, 2 роки в резерві ландверу, б) для службовців ландверу — 2 роки та 10 років у резерві ландверу.

Відмінною рисою австро-угорської армії був її міжнаціональний склад. Комплектування армії відбувалося по територіальній системі. Вся територія країни була розділена на 105 округів поповнення, з яких кожен поповнював один піхотний полк імперської армії. За національністю полки розподілялися наступним чином: угорських — 19, німецьких — 16, чеських — 15, польських — 9, сербо-хорватських — 9, румунських — 7, словацьких — 4 і словенських — 2, (в даних полках відповідні національності становили понад 50 % складу).
У 1868 р. склад сухопутних військ налічував 255 000 активних солдатів, провівши мобілізацію чисельність могла бути збільшена до 800 000 військовослужбовців. Проте, кількість ще була значно меншою, ніж армії Франції, Північнонімецької конфедерації чи Російської імперії, кожна з яких могла мобілізувати більше мільйона чоловік. Але вже в 1885 році Австро-Угорщина могла мобілізувати 1 141 782 особи, 202 204 коней, та 1540 гармат (без урахування запасів та військ гарнізону). Цьому сприяло збільшення неселення Імперії, яка вже у 1900 році налічувала 50 млн мешканців.
Етнічний склад відображав етнічну різноманітність держави. У 1906 р. З 1000 солдатів 267 були німцями, 223 угорцями, 135 чехами, 85 поляками, 81 українцями, 67 хорватом (або сербом), 64 румунами, 38 словаками, 26 словенцями та 14 італійцями. Офіцери в переважній більшості були католиками. У 1896 р. З 1000 офіцерів 791 був католиком, 86 протестантами, 84 євреями, 39 православними та одним уніатом. Австро-угорська армія була чи не єдиною армією європейських держав до 1914 року, яка регулярно просувала євреїв на командні посади, хоч євреї становили 5 % населення, в той же час вони складали 18 % офіцерів запасу. Хоча офіційних бар'єрів для вербування та просування євреїв не було, Конрад фон Гетцендорф та Франц Фердинанд іноді висловлювали антисемітські світоглядні позиції. Франца Фердинанда також звинувачували у дискримінації протестантських офіцерів.

## Мова
Оскільки Австро-Угорщина була багатонаціональною державою, німецьку мову ввели як загальну командну мову армії. Це означало, що кожен призовник повинен вивчити 100 найважливіших правил німецькою мовою, щоб мати можливість виконувати свої обов'язки. Однак лише невелика частина армії розмовляла німецькою мовою. Офіційна мова (нім. Dienstsprache) використовувалася в офіційній поведінці та командуванні. В австрійському ландвері, Об'єднаній армії та Військово-морському флоті офіційною мовою була німецька, в угорському гонведі — угорська, а в хорватсько-слов'янських відділах — хорватська. Мова полку (нім. Regimentssprache) була мовою більшості полкових команд. Наприклад, у 100-му полку Об'єднаної армії в Кракові 27 % членів були німцями, 33 % чехами та 37 % поляками, отже існувало три полкові мови. Кожен офіцер, який служив, повинен був опанувати полкову мову за три роки (в даному випадку всі три).

## Присяга

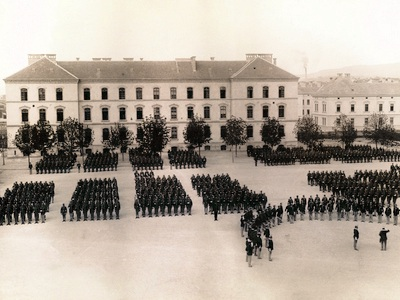
Присяга солдатів. Загреб.

Згідно з Імперськими та Королівськими армійськими законами 1873 року, всі солдати загальної армії склали таку присягу на вірність:
|  | Я урочисто присягаю Всевишньому Богові, що буду вірним і слухняним Його Апостольській Величності, нашій величності Правителю і Господу Франциску Йосифу І, з Божої благодаті Імператором Австрії, королем Чехії, а також Апостольському королю Угорщини, всім нашим начальникам та старшим — поважати та захищати їх самих, виконувати їхні накази та накази на кожній службі, проти кожного ворога, ким би він не був, і коли б воля Його Імператорської та Королівської Величності цього вимагала , на воді і суші, вдень і вночі, в бою, в шторм, в битві та на всі заходи, одним словом, в будь-якому місці, в будь-який час і з будь-якої нагоди боротися мужньо і мужньо, не залишити наші війська, наш прапор і гармати, не вступати з ворогом в будь-яку домовленість; поводитись завжди так, як диктує закон війни, і як добрі товариші війни заслуговують на те, щоб жити і померти чесно таким чином. Так мені Бог допомагає. Амінь! |

Присяга для членів угорського гонведу була однаковою, за винятком, після «Апостольський король Угорщини» було «вставлений і санкціонований законами нашої Батьківщини».

## Символіка

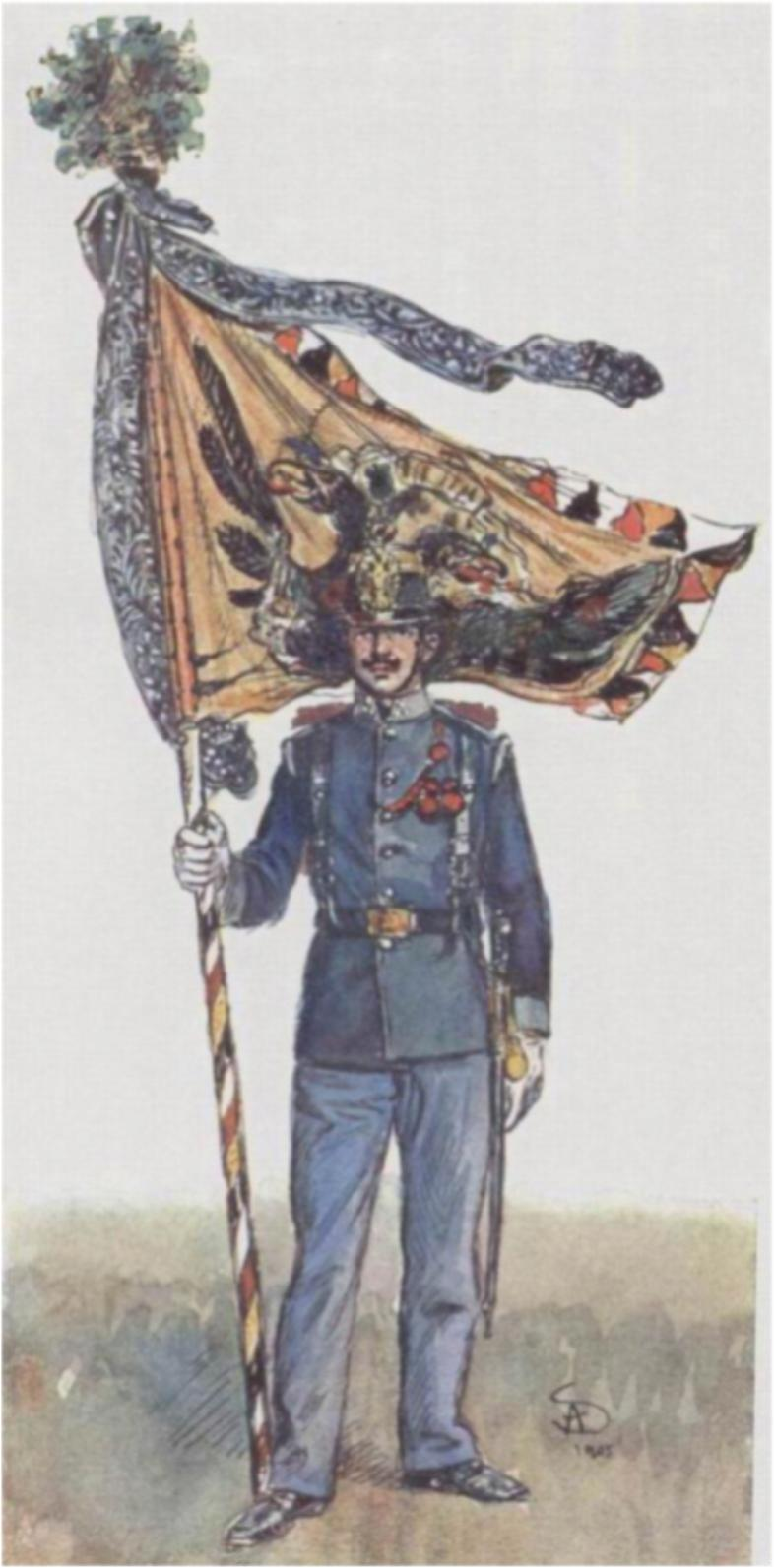
Прапороносець ц.к. піхоти.

На відміну від інших країн, австро-угорська армія не мала окремого прапора для кожного полку. Білий та імператорський жовті варіанти використовувались у Об'єднаній армії та австрійському запасі. Об'єднані підрозділи армії використовували білу версію, за винятком полку № 2, 4, 39, 41 і 57, які використовували імперський жовтий колір. Обидві версії для Об'єднаної армії та ц.к. ландвері використовували на фронті великий герб династії Габсбургів. На імператорському жовтому прапорі також був той самий герб на звороті (не дзеркально), тоді як на білому прапорі на звороті була постать Пресвятої Богородиці із зірковим вінком. Прапори облямовані з обох боків тристороннім рядом чорних, жовтих, червоних та білих трикутників. Прапор був намальований спірально в однакові кольори. На процесіях та у святкові дні кінчик списа прикрашався дубовим листям.

Також існували спеціальні прапори для королівського угорського гонведу і особливо для хорватсько-славонських домобранців. Полковий прапор хорватсько-славонського домобранства був модифікованим варіантом угорського прапора. На хорватських підрозділах дільничної охорони є знак (монограма) імені правителя та колір триєдиного королівства Хорватії, Славонії та Далмації з гербом хорватсько-угорської держави.

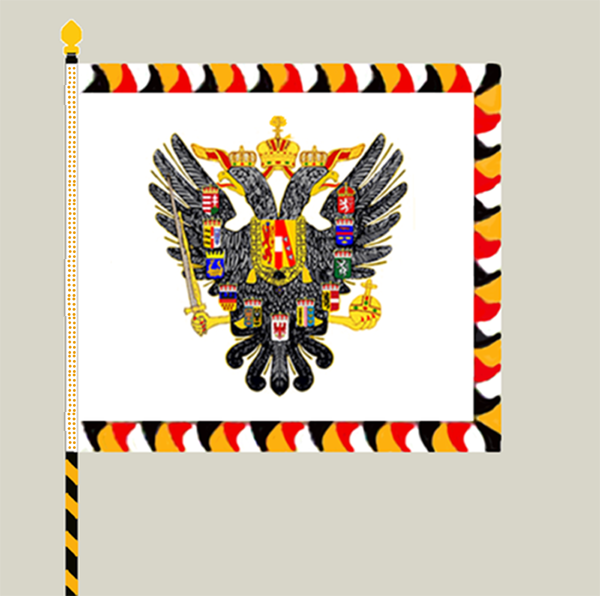
Прапор Об'єднаної армії та ц.к. ландверу (передня сторона).
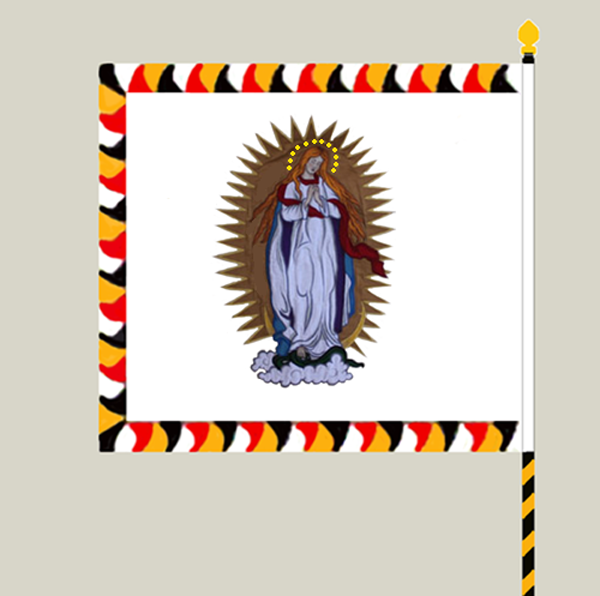
Білий прапор Об'єднаної армії (задня сторона).
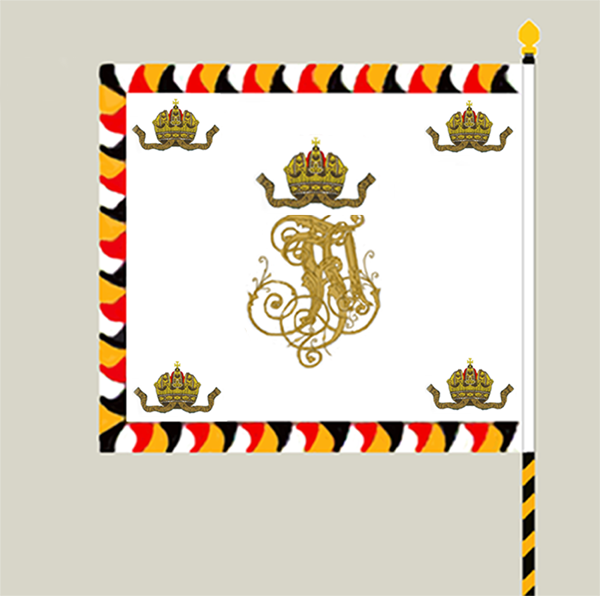
Задня сторона ц.к. ландверу.
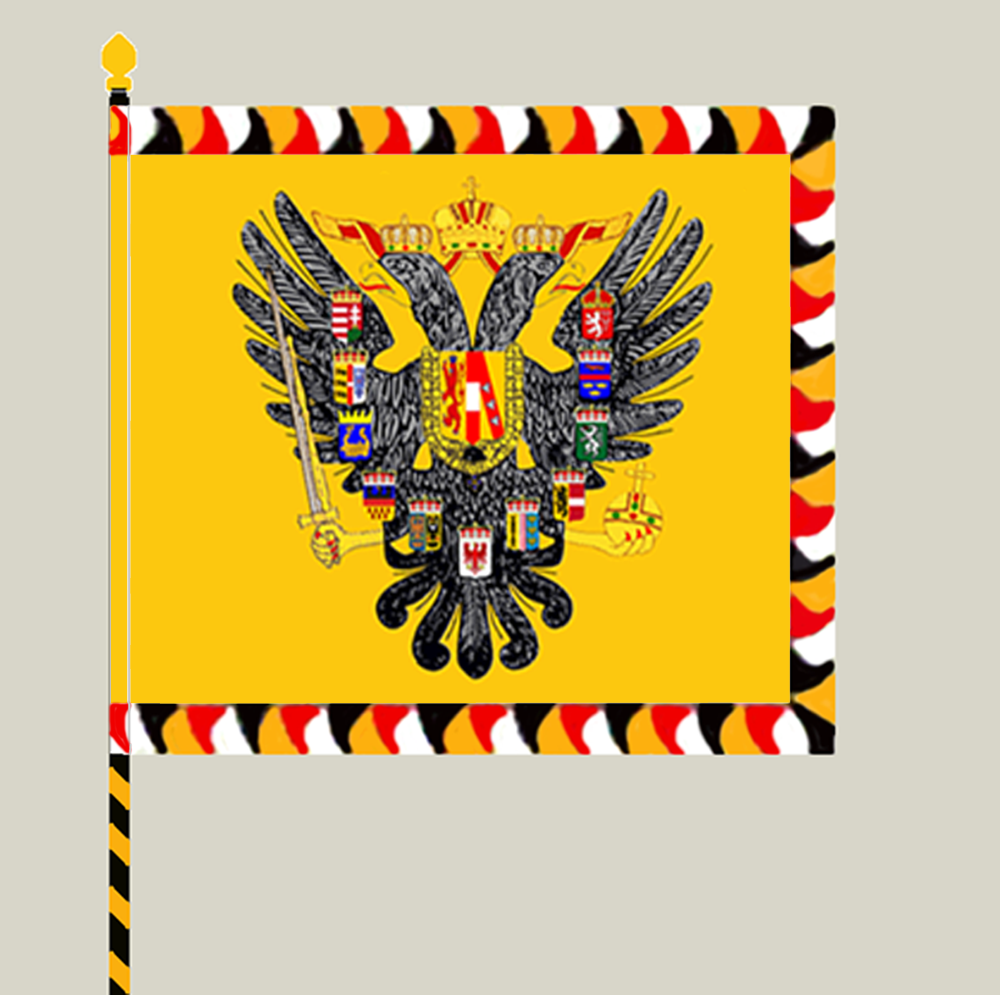
Жовтий прапор Об'єднаної армії (з двох сторін однаковий).
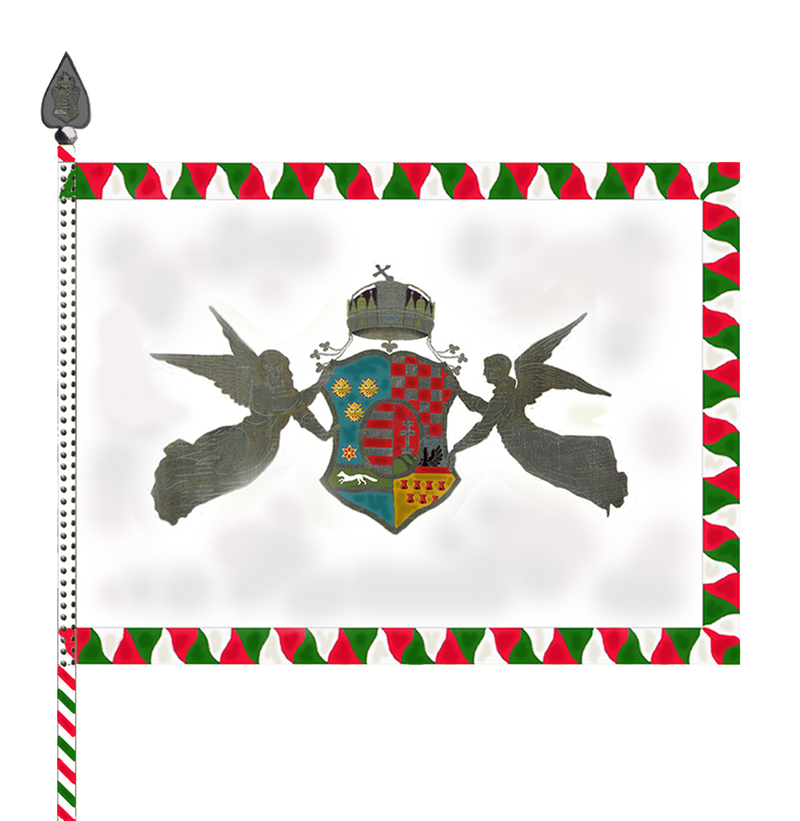
Прапор королівського угорського гонведу (передня сторона).
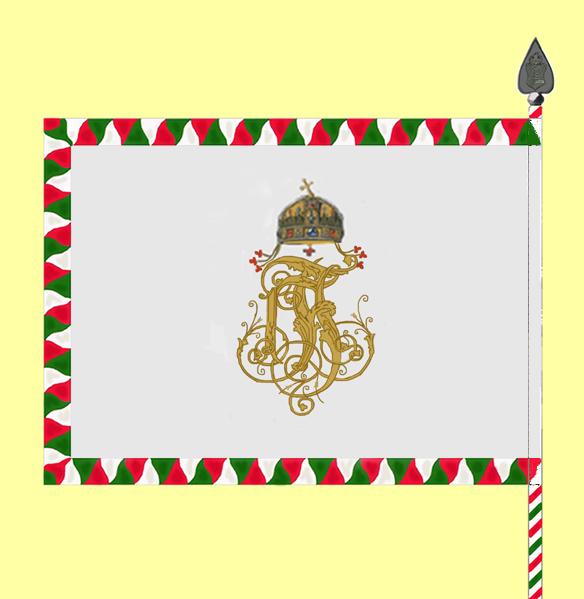
Прапор королівського угорського гонведу (задня сторона).
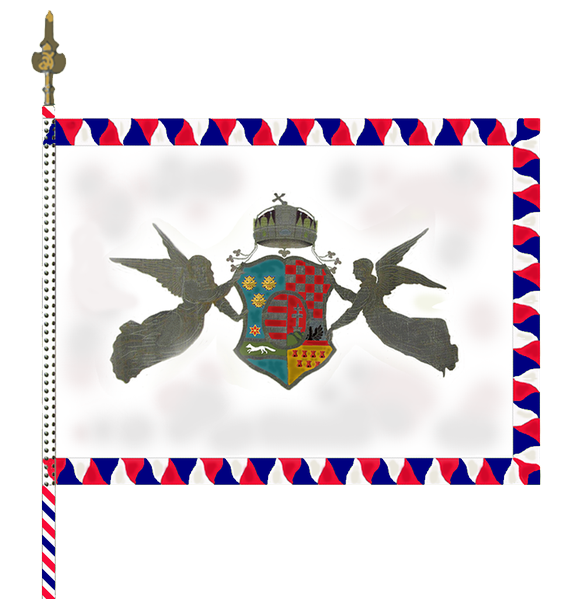
Прапор хорватсько-славонського домобранства (передня сторона).
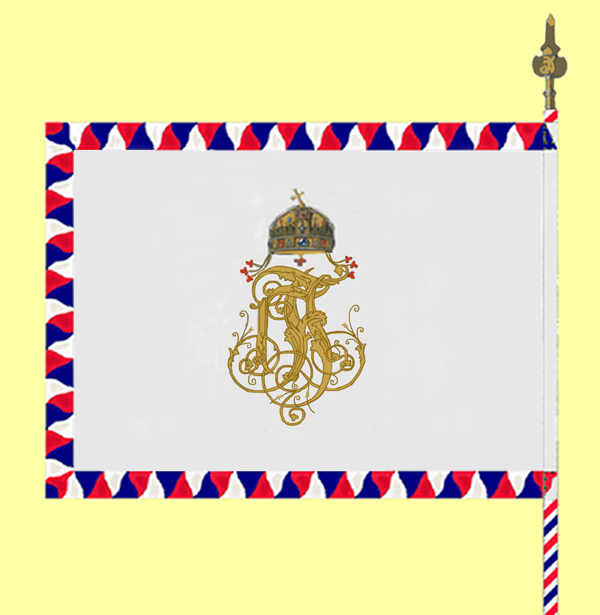
Прапор хорватсько-славонського домобранства (задня сторона).

## Українці у складі Збройних сил Австро-Угорщини

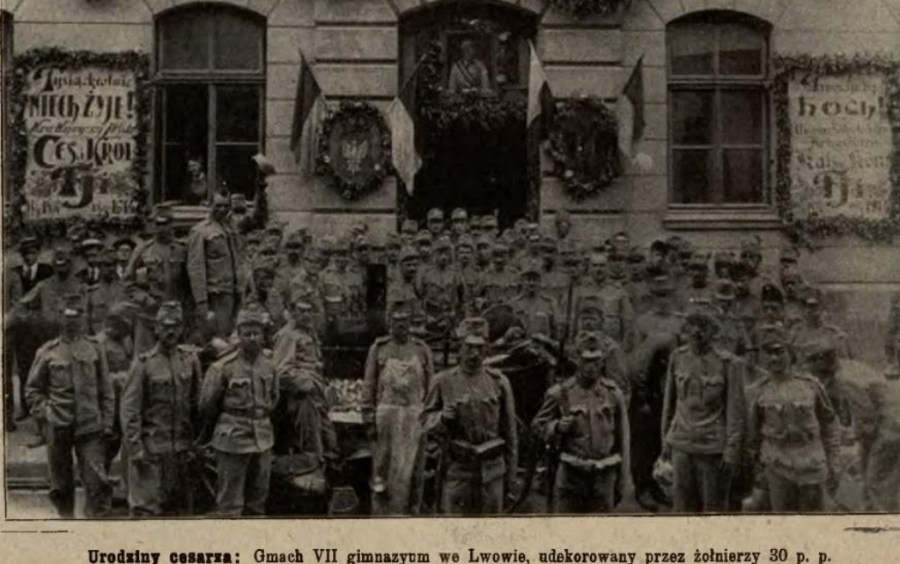
Українці 30-го піхотного полку у Львові з польовою кухнею відзначають день народження цісаря Франца Йосифа І. Nowości Illustrowane, 1914 р.

Українці становили майже 9 % всього особового складу збройних сил імперії. Зі 105 полків дев'ять були сформовані з українців. Територіальна система комплектування австро-угорської армії дає можливість виявити її національний склад та ступінь участі в ній українців. До Першої світової війни вся Австро-Угорська імперія була розділена на 16 корпусних округів. В межах одного округу проводився набір військовослужбовців для поповнення розквартированих на цій території полків. Певні полки так і називались: Станиславівський, Коломийський та ін. Більшість вояків полку були, якщо не сусідами, то із сусідніх сіл. Таким чином, військова частина формувалася постійно з одної місцевості. Виходячи з цього можна констатувати, що українці були представлені практично у всіх родах військ австро-угорської армії.
На весну 1914 р. чисельність Збройних сил Австро-Угорської імперії становила понад 450 тис. військовослужбовців, з яких близько 36 тис. було офіцерів. Основну живу силу армії і найбільш чисельний її склад складали піхотинці. Зокрема, можна відзначити, що 20 полків піхоти комплектувалися русинами (українцями), при цьому у більшості полків вони складали половину або більше від всього особового складу. 30-й піхотний полк напередодні Першої світової війни комплектувався зі свого округу поповнень № 30, що складався з Сокальського, Жовківського, Львівського повітів та м. Львова. Управління (команда), яка керувала поповненням полку (нім. ErgBezKmdo) була розташована у Львові, а сам полк мав неофіційну назву «Львівські діти».
Напередодні війни українці відбували службу в наступних піхотних полках австро-угорської армії: 9-й (73 % особового складу), 10-й (47 %), 15-й (62 %), 20-й (10 %), 24-й (10 %), 30-й (59 %), 41-й (27 %), 45-й (47 %), 55-й (59 %), 58-й (72 %), 65-й (25 %), 66-й (22 %), 77-й (69 %), 80-й (68 %), 85-й (33 %), 89-й (60 %), 90-й (60 %) і 95-й (70 %).
Крім них існували 19 окремих піхотних бригад і 5 гірських бригад. Українці були представлені в одинадцяти піхотних полках територіальної оборони, що входили до складу австрійських 43-го (штаб у Львові) і 45-го (Перемишлі) ландвер дивізій та угорських 20-ї (Наді-Вараді) і 39-ї (Колошварі) гонведної дивізій. Конкретніше це виглядало так: 18-й перемишльський полк ландвера (47 % особового складу), 19-й львівський полк ландвера (59 %), 20-й станиславівський полк ландвера (72 %), 22-й чернівецький полк ландвера (27 %), 32-й новосончський полк ландвера (9 %), 33-й стрийський полк ландвера (73 %), 34-й ярославський полк ландвера (20 %), 35-й золочівський полк ландвера (68 %), 36-й коломийський полк ландвера (70 %), 11-й мукачевський полк гонведу (10 %), 12-й сатмарський полк гонведу (точніші відомості відсутні).
Після піхоти за чисельністю і значенням вважалася кавалерія. Значна кількість українців (до 40 % і більше) служили у складі окремих драгунських і уланських полків. У кавалерійські частини гонведу українців не закликали. Українці служили в одному драгунському полку (9-му, 29 % особового складу) і шести уланських полках (3-му, 26 %; 4-му, 65 %; 6-му, 40 %; 7-му, 72 %; 8-му, 80 %; 13-му, 55 %). Ці полки входили до складу 3-ї (штаб у Відні), 4-ї (Львів), 6-ї (Ярослав), 7-ї (Краків) та 8-ї (Станиславів) кавалерійських дивізій.
Кавалерія австрійської територіальної оборони була представлена трьома кавалерійськими бригадами з уланських полків ландвера (нім. Kaiserliche und Königliche Landwehr Kavallerie Brigaden). Українці проходили службу в двох уланських полках ландвера — 1-й (65 % особового складу) та 3-й (26 %), що входили до складу 3-ї бригади (штаб у Львові).
Чимало українських військовослужбовців перебувало в артилерії австро-угорської армії. Зокрема, українці служили в шести полках польової артилерії, двох гаубичної і в трьох дивізіонах важких гаубиць, які входили до складу 2-ї, 11-ї, 12-ї, 24-ї та 30-ї піхотних дивізій. Згідно статуту кінної артилерії, дивізіон прирівнювався до артилерійського полку і додавався для потреб кавалерійській дивізії. Українці перебували у двох дивізіонах, доданих четвертій і шостій кавалерійським дивізіям. Вояки з українців складали також більшість у двох артилерійських полках гірської артилерії, що входили до складу Першої стрілецької дивізії (штаб у Бріксені, Південні Альпи). В армійських корпусах, що мали на своїй території великі фортифікаційні укріплення, передбачалась наявність полків фортечної артилерії. Вона складалася з шести полків і восьми батальйонів, об'єднаних у 5 бригад. Українці проходили службу в одному полку 3-ї бригади (штаб в Перемишлі). Також українці проходили військову службу в двох дивізіонах польової і двох гаубичної артилерії. Таким чином, українці входили до складу артилерійських частин: 23-й полк польової артилерії (60 % особового складу), 29-й полк польової артилерії (20 %), 30-й полк польової артилерії (66 %), 31-й полк польової артилерії (69 %), 32-й полк польової артилерії (55 %), 33-й полк польової артилерії (43 %), 10-й гаубичний полк (24 %), 11-й гаубичний (52 %), 10-й кінно-артилерійський дивізіон (36 %), 11-й кінно-артилерійський дивізіон (57 %), 1-й важкий гаубичний дивізіон (21 %), 10-й важкий гаубичний дивізіон (46 %), 11-й важкий гаубичний дивізіон (46 %), 10-й полк гірської артилерії (46 %), 11-й полк гірської артилерії (48 %), 3-й полк фортечної артилерії (50 %), 43-й дивізіон польової артилерії ландвера (55 %), 45-й дивізіон польової артилерії ландвера (60 %), 43-й гаубичний дивізіон ландвера (55 %), 45-й гаубичний дивізіон ландвера (60 %).
Австро-угорська армія використовувала різні інженерні підрозділи. Українці були представлені в двох саперних батальйонах — 10-му (30 % особового складу) і 11-му (48 %) та в одному піонерному — 10-му (30 %), які входили до складу 11-ї та 24-ї піхотних дивізій.
У Повітряних силах Австро-Угорщини українці, переважно, були зайняті в обслуговуванні аеродромів. Під час війни у м. Львові (Левандівка) функціонував військовий аеродром з відповідними приміщеннями, але інформація про нього тривалий час складала державну й військову таємницю, тому її ретельно оберігали. Впродовж війни у Львові, Перемишлі, Золочеві, Чернівцях, а також на зайнятих австрійцями волинських землях у Ковелі та Володимирі розміщувались невеликі авіаційні роти.